# Hipertermoplaneta

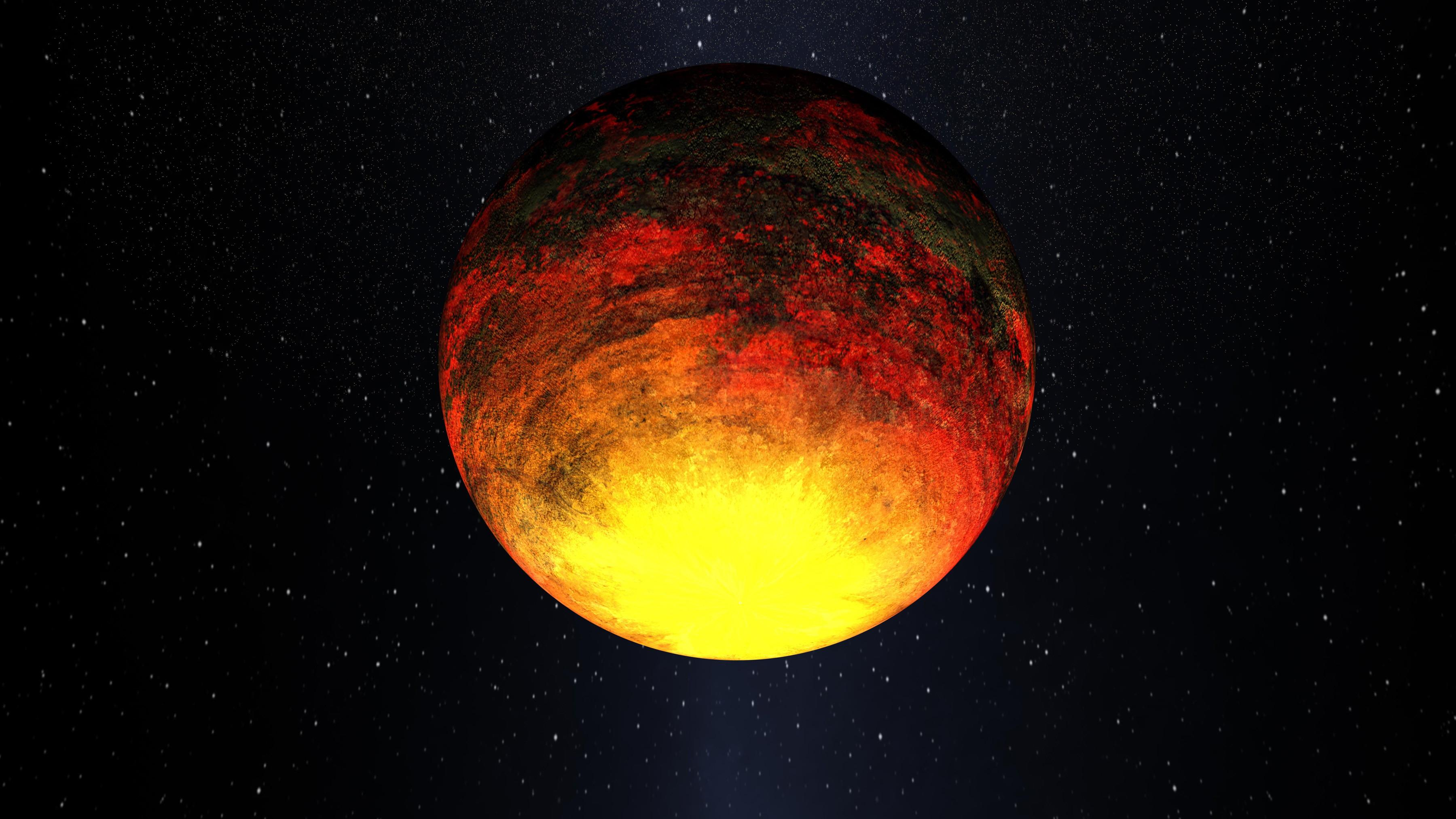
Impresión artística de Kepler-10b, un planeta «no habitable» en el rango térmico de los hipertermoplanetas.

Un hipertermoplaneta es un cuerpo celeste de masa planetaria con una temperatura media superficial superior a 100 °C con posibilidades de albergar algún tipo de vida. Es uno de los cinco tipos de planetas presentes en la clasificación térmica de habitabilidad planetaria elaborada por el Laboratorio de Habitabilidad Planetaria (en inglés, «Planet Habitability Laboratory» o «PHL») de la Universidad de Puerto Rico en Arecibo.
Dado que los métodos actuales de detección exoplanetaria favorecen los hallazgos de planetas próximos a sus estrellas, los cuerpos planetarios con temperaturas superficiales propias de los hipertermoplanetas son por mucho los más comunes de cuantos han sido confirmados hasta la fecha, representando aproximadamente el 70 % del total. Otro dato que favorecería su abundancia es que, junto a los hipopsicroplanetas, limitan la clasificación (representando el máximo térmico). Sin embargo, unas temperaturas tan extremas suelen conllevar unas condiciones extremadamente hostiles para la vida, por lo que ningún planeta confirmado hasta la fecha pertenece a la categoría de hipertermoplaneta (todos los que poseen su rango térmico han sido catalogados como «no habitables»).
En el sistema solar hay dos planetas con temperaturas dentro del rango de los hipertermoplanetas, Mercurio y Venus. Sin embargo, ninguno de los dos es habitable, por lo que no hay ningún hipertermoplaneta en el sistema solar. En las primeras fases de la formación planetaria las temperaturas superficiales son muy altas, por lo que es probable que la mayoría de los cuerpos planetarios hayan registrado temperaturas típicas de los hipertermoplanetas en sus primeros millones de años de existencia, aunque no fuesen habitables. Además, los grandes eventos de colisión pueden incrementar considerablemente las temperaturas de los planetas durante largos períodos.

## Características

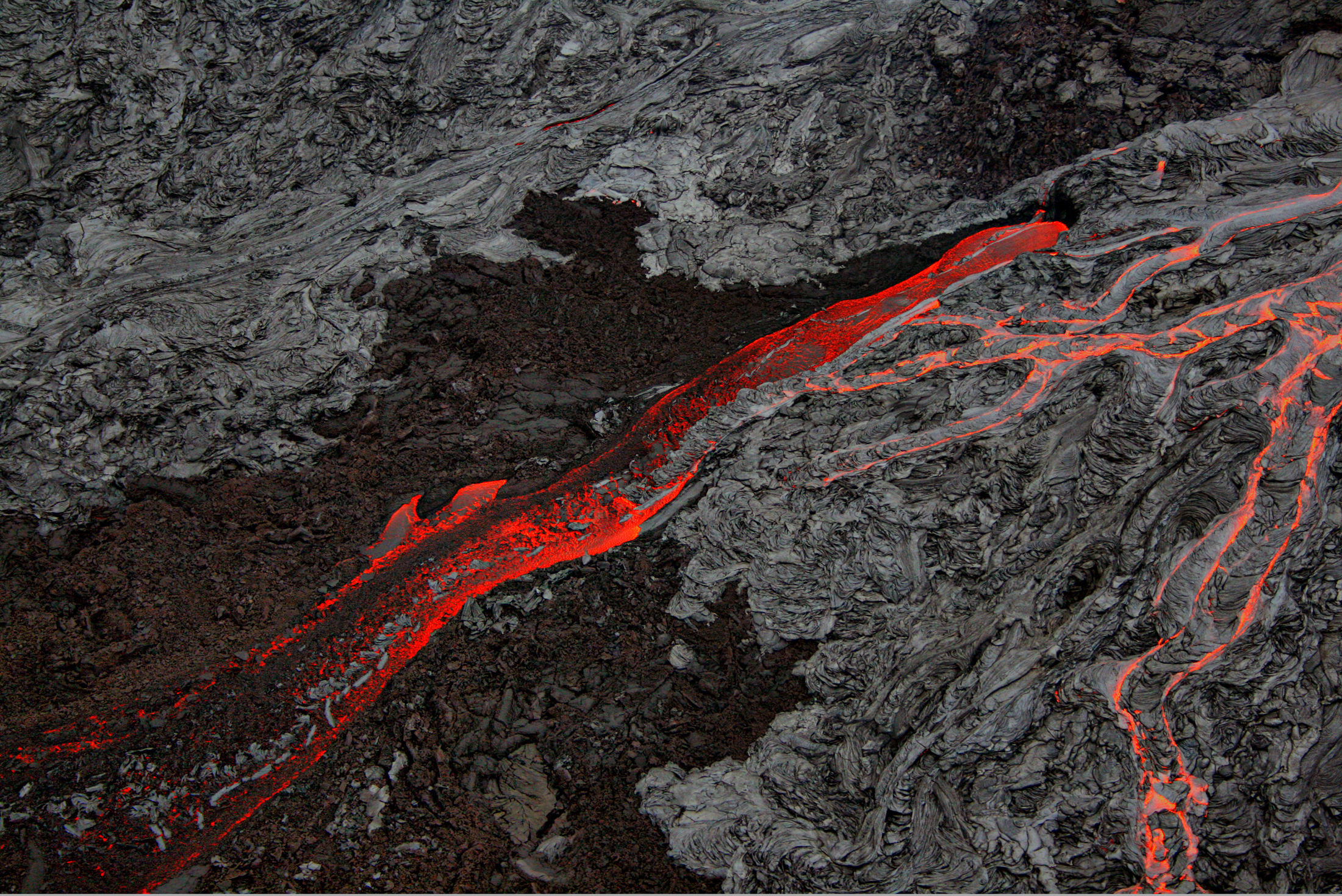
Los campos de lava de Hawái presentan un paisaje similar al ambiente de este tipo de planetas.

La clasificación del PHL no establece un perfil concreto de masa, composición o densidad atmosférica; pero exige que tengan posibilidades de albergar algún tipo de vida. De descubrirse algún hipertermoplaneta, podría ser gaseoso (si su masa estimada era lo suficientemente baja como para existir una duda razonable respecto a su composición) o telúrico, y podría pertenecer a cualquier tipo de estrella que pueda tener planetas en torno a ella. Es probable que la temperatura de estos planetas se deba a una órbita muy próxima a sus estrellas, pudiendo presentar un acoplamiento de marea respecto a ellas y teniendo, por tanto, un hemisferio diurno y otro nocturno. En casos extremos, si su órbita es lo bastante reducida y no es un cuerpo gaseoso, la totalidad del hemisferio diurno puede estar cubierto por un océano de magma (como se cree que podría ocurrir en Kepler-10b), aunque de ser así es poco probable que fuese catalogado como hipertermoplaneta en lugar de «no habitable».
Los hipertermoplanetas definidos por la proximidad respecto a su estrella presentarán una gran exposición a los efectos de la misma (erupciones estelares, influencias gravitatorias, ciclo vital, etc.), que en conjunción con su alta temperatura supondrían un ambiente extremadamente hostil para la vida tal y como la conocemos, y cualquier organismo que pudiese sobrevivir en tales condiciones sería de tipo extremófilo. Dado que no se ha descubierto ningún hipertermoplaneta hasta la fecha, los que figuran a continuación son planetas «no habitables» cuyo rango térmico coincide con el de estos planetas.
| Clase         | Hipopsicroplanetas (hP)   | Psicroplanetas (P)                       | Mesoplanetas (M)                        | Termoplanetas (T)*                                       | Hipertermoplanetas (hT)*                         |
| Rango térmico | <-50 °C                   | -50 °C a 0 °C                            | 0 °C a 50 °C                            | 50 °C a 100 °C                                           | >100 °C                                          |
| Ejemplos      | - Kepler-186f - KOI-4427b | - Kepler-442b - Kepler-62f - Kepler-174d | - La Tierra - Kepler-438b - Kepler-296e | - Kepler-395c (NH) - Gliese 682 b (NH) - Kepler-52d (NH) | - Venus (NH) - Kepler-49e (NH) - Kepler-55b (NH) |

*No hay hallazgos confirmados de (T) y (hT). Los ejemplos son exoplanetas «no habitables» (NH) con temperaturas propias de esta clase de cuerpos planetarios.

## Ubicación
Los hipertermoplanetas se encontrarían muy próximos a sus estrellas, en órbitas muy reducidas y lejos de la zona habitable. El PHL establece un indicador para determinar la posición de un exoplaneta respecto al centro de la zona habitable, el «HZD» (del inglés «Habitable Zone Distance»), con valores positivos para los cuerpos más alejados de su estrella y negativos para los más cercanos (el 0 representa una ubicación en el centro de la zona de habitabilidad). Es poco probable que un hipertermoplaneta registre un HZD por encima de -1. Como referencia, la Tierra tiene un HZD de -0,5, consecuencia de su órbita próxima al confín interno de la zona habitable.